# 佩格斯托夫
佩格斯托夫是德国下萨克森州的一个市镇。总面积8.32平方公里，总人口428人，其中男性211人，女性217人（2011年12月31日），人口密度51人/平方公里。